# Byträsk (Lemland, Åland)
Byträsk eller Buträsk är en sjö i Lemlands kommun i Åland (Finland). Den ligger i den södra delen av landskapet, 4 km sydost om huvudstaden Mariehamn. Byträsk ligger 16 meter över havet. Den ligger på ön Fasta Åland. Arean är 11,9 hektar och strandlinjen är 1,63 kilometer lång. Sjön  ingår i Norra Ålands havs avrinningsområde. 